# مامادو با
مامادو با (بالفرنسية: Mamadou Ba)‏ (8 مايو 1985 بداكار في السنغال - ) هو لاعب كرة قدم سنغالي في مركز حراسة المرمى. شارك مع منتخب السنغال لكرة القدم. أما مع النوادي، فقد لعب مع نادي بوافيشتا وU.D. Oliveirense ‏ ونادي دياراف.

## روابط خارجية
- مامادو با على موقع قاعدة بيانات كرة القدم.إي يو (الإنجليزية)
- مامادو با على موقع ناشيونال فوتبول تيمز (الإنجليزية)
- مامادو با على موقع Soccerway.com (الإنجليزية)
- مامادو با على موقع عالم كرة القدم.نت (الإنجليزية)
- مامادو با على موقع AS.com (الإسبانية)
- مامادو با على موقع GSA (الإنجليزية)